# The Owl and the Nightingale

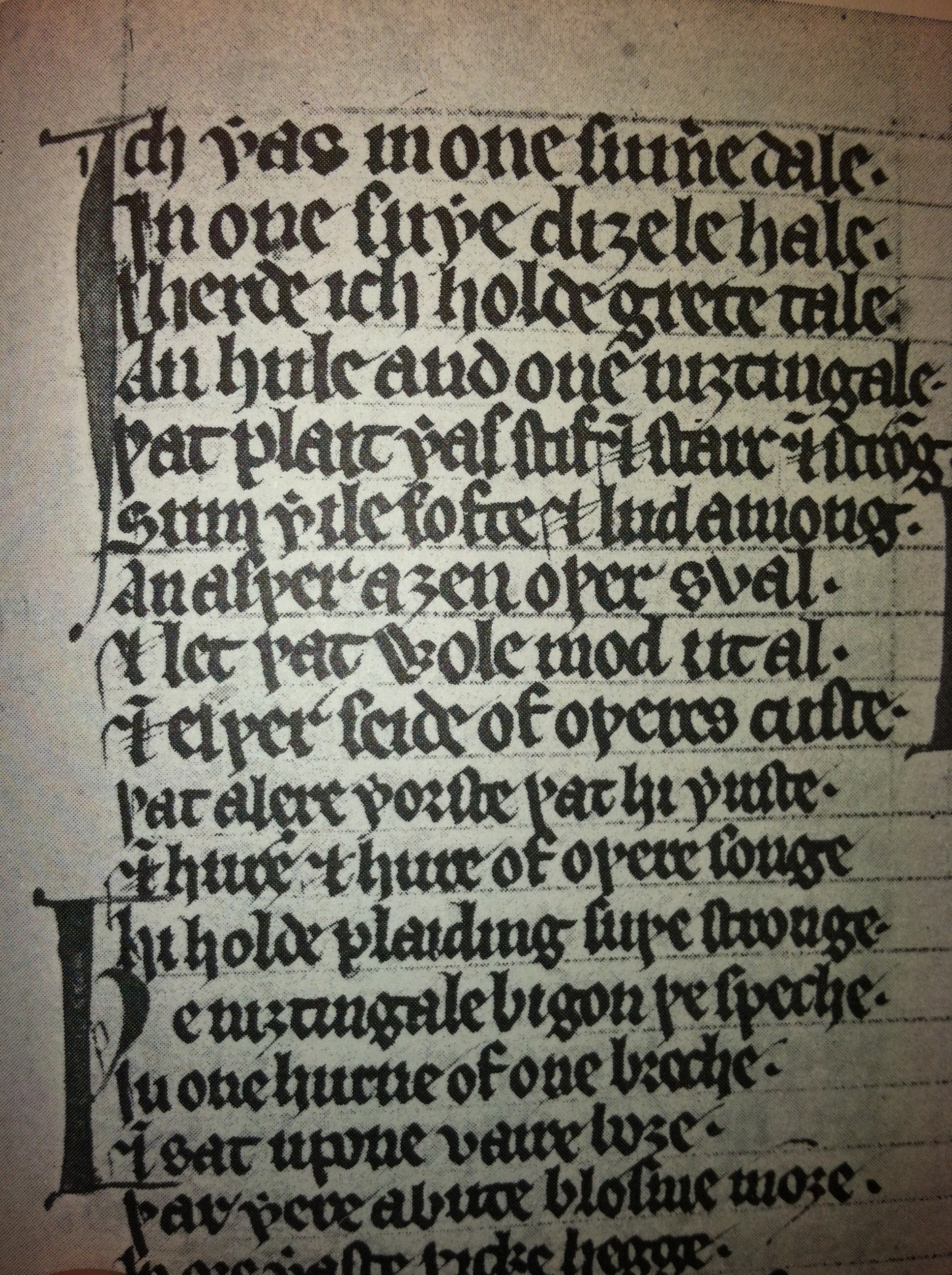
The Owl and the Nightingale. British Museum, M.S. Cotton Caligula A.IX ff. 233-46

The Owl and the Nightingale is een gedicht, geschreven in het Middelengels. De verteller is getuige van een debat tussen een uil en een nachtegaal. Zoals veel werken uit die periode zijn zowel auteur als de datum van schrijven onbekend.

## Auteur en datum
Het gedicht is momenteel nog te vinden in twee overgebleven manuscripten. Een daarvan, BL MS Cotton Caligula A.IX, is eigendom van de British Library. Het andere manuscript is Jesus College MS 29 (Oxford). Beide manuscripten dateren uit de tweede helft van de 13de eeuw, en mogelijk zelfs uit de laatste jaren daarvan.
Naar verluidt is de oorspronkelijke tekst geschreven tussen 1189 en 1216. Deze overtuiging is gebaseerd op het feit dat de auteur een recentelijk overleden Koning Henry vermeldt (regels 1091-2): Þat underyat þe king Henri: Jesus his soule do merci! Dit zou kunnen slaan op Hendrik II van Engeland, die overleed in 1189. Een tweede mogelijkheid is dat het gedicht verwijst naar Hendrik III van Engeland, wat zou betekenen dat het gedicht pas in 1272 geschreven zou zijn (kort voor het ontstaan van de twee overgebleven manuscripten).
Ook over de auteur van het werk bestaan dergelijke discussies. "Master Nicholas of Guildford", die enkele malen in de tekst wordt genoemd, is een van de mogelijke auteurs, maar ook enkele kerkelijke personen waaronder een Benedictijnse non uit Shaftesbury Abbey.

## Tekst
In tegenstelling tot veel debatliteratuur uit die tijd, biedt The Owl and the Nightingale geen heldere uitleg. De lezer wordt daarom gedwongen om zelf de tamelijk lastige tekst te interpreteren. Het debat zelf behandelt verscheidene onderwerpen variërend van religie en het huwelijk tot zang en toiletmanieren. Over het algemeen kan worden gesteld dat de behandelde onderwerpen raakvlakken hebben op het gebied van de natuur, zowel de natuur om ons heen als de natuur (aard) van de personages.
De variëteit aan onderwerpen heeft ervoor gezorgd dat studenten wereldwijd de tekst op verschillende manieren hebben geïnterpreteerd. Deze interpretaties verschillen van een middeleeuwse reactie op het portret van de uil in het boek Jesaja, tot een leermethode voor mensen die leren debatteren als onderdeel van het trivium. Ook een aantal historische satires wordt genoemd als mogelijke interpretaties, waaronder een parodie op de relatie tussen Henry II en Thomas Becket.